# Anacanthoderma
Anacanthoderma är ett släkte av bukhårsdjur. Anacanthoderma ingår i familjen Dasydytidae.
Kladogram enligt Catalogue of Life:
| Anacanthoderma | \| \| Anacanthoderma paucisetosum \| \| \| \| \| \| Anacanthoderma punctatum \| \| \| \| |
|                | \| \| Anacanthoderma paucisetosum \| \| \| \| \| \| Anacanthoderma punctatum \| \| \| \| |
|                | Dasydytes                                                                                |
|                |                                                                                          |
|                | Haltidytes                                                                               |
|                |                                                                                          |
|                | Metadasydytes                                                                            |
|                |                                                                                          |
|                | Ornamentula                                                                              |
|                |                                                                                          |
|                | Stylochaeta                                                                              |
|                |                                                                                          |
|                | Anacanthoderma paucisetosum                                                              |
|                |                                                                                          |
|                | Anacanthoderma punctatum                                                                 |
|                |                                                                                          |

|  | Anacanthoderma paucisetosum |
|  |                             |
|  | Anacanthoderma punctatum    |
|  |                             |